# Pumi (Hunderasse)
Der Pumi ist eine von der FCI anerkannte ungarische Hunderasse (FCI-Gruppe 1, Sektion 1, Standard Nr. 56).

## Herkunft und Geschichtliches
Der Pumi ist ein ungarischer terrierähnlicher Treibhund. Die Wurzeln dieser Rasse liegen vermutlich im 17. Jahrhundert, als deutsche und französische Merinoschafherden mit den dazugehörenden terrierartigen Treibhundschlägen nach Ungarn gelangten. Aus deren Kreuzungen mit dem Puli entstand der Pumi. Wegen seiner Arbeitsleistung wurde der Hund schnell beliebt. Die Rasse wird Ende des 18. Jahrhunderts erstmals offiziell erwähnt, allerdings noch nicht nach Puli und Pumi differenziert. Erst Anfang des 20. Jahrhunderts wurden beide Rassen getrennt, bis etwa 1920 wurde der Pumi noch als westungarischer Puli beschrieben, ab 1924 als eigenständige Rasse anerkannt.

## Beschreibung
Mit einer Schulterhöhe bis 47 cm und 15 kg Gewicht gehört der Hütehund zu den mittelgroßen Hunden. Grobes nicht zu drahtiges Deckhaar, wellig, lockig mit weicher Unterwolle kennzeichnen ihn. Unterschiedliche Farben kommen vor und sind im Rassestandard anerkannt. Der Pumi hat aufgerichtete, stehende Ohren, die v-förmig sind. Das obere Ohr neigt sich nach vorne.

## Verwendung
In seiner Heimat wird der Pumi häufig noch als Treibhund, auch für Großvieh, eingesetzt. Er verfügt über einen gut entwickelten Spürsinn und kann sowohl Raubwild als auch Nagetiere bekämpfen. Voraussetzung für einen erfolgreichen Einsatz als Familienhund ist ausreichende Beschäftigung. Er braucht viel Bewegung und ist gut geeignet für Hundesport wie Agility, Obedience oder Turnierhundsport.

## Wesen
Im Wesen machen sich seine Terriervorfahren bemerkbar: er ist lebhaft und kühn und bellt viel. Der Pumi ist sehr aufmerksam und intelligent, Fremden gegenüber ist er misstrauisch. Er ist immer aktiv und braucht daher sowohl eine konsequente Erziehung als auch eine effektive Auslastung.